# Felicity Jones

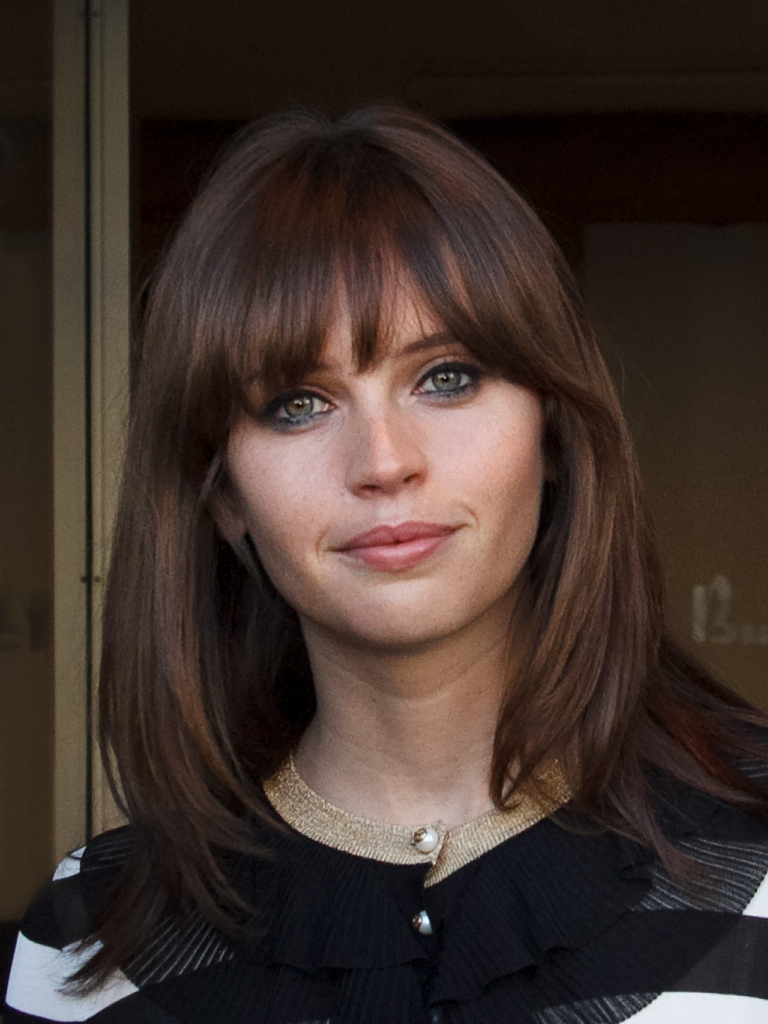
Felicity Jones auf dem Toronto International Film Festival 2016

Felicity Rose Hadley Jones (* 17. Oktober 1983 in Birmingham) ist eine britische Schauspielerin.

## Leben
Felicity Jones wuchs in Bournville in Birmingham auf. Ihr Vater war Journalist, ihre Mutter arbeitete im Werbegeschäft. Ihre Eltern trennten sich, als Jones drei Jahre alt war. Gemeinsam mit ihrem Bruder wuchs sie bei ihrer Mutter auf. Später besuchte sie die Kings Norton Girls School in Birmingham. Danach machte sie ihre A-Levels auf der King Edward VI Handsworth School. Nach einjähriger Pause begann sie, Englisch am Wadham College in Oxford zu studieren. Während ihres Studiums trat sie in verschiedenen Theaterstücken auf, wobei sie häufig die Hauptrolle übernahm.
Nach Rollen in britischen Fernsehserien schaffte Jones den internationalen Durchbruch mit ihrer Hauptrolle im Jahr 2011 erschienenen US-amerikanischen Drama Like Crazy, für die sie den Newcomer-Preis des Hollywood Film Awards und den Spezialpreis der Jury beim Sundance Film Festival erhielt. Weiterhin folgten die Nachwuchsdarsteller-Preise des New York Film Critics Circle und des National Board of Review.
Jones war für den Oscar 2015 als beste Hauptdarstellerin für die Darstellung der ersten Ehefrau Stephen Hawkings, Jane Hawking, im Film Die Entdeckung der Unendlichkeit nominiert.
2016 besetzte sie die weibliche Hauptrolle in der Romanverfilmung Inferno an der Seite von Tom Hanks. Außerdem spielte sie in dem Star-Wars-Spin-off-Film Rogue One: A Star Wars Story die Hauptrolle der Rebellin Jyn Erso. 2018 stellte sie in der Filmbiografie Die Berufung – Ihr Kampf für Gerechtigkeit die Juristin Ruth Bader Ginsburg dar.

## Privates
Seit 2018 ist Jones mit dem britischen Filmemacher Charles Guard verheiratet. Ihr gemeinsamer Sohn wurde im April 2020 geboren.

## Filmografie (Auswahl)
- 1996: Fünf gegen den Rest der Welt (The Treasure Seekers, Fernsehfilm)
- 1998–1999: Eine lausige Hexe (The Worst Witch, Fernsehserie, 11 Episoden)
- 2001–2002: Eine lausige Hexe in Cambridge (Weirdsister College, Fernsehserie, 13 Episoden)
- 2003: Servants (Miniserie, 6 Episoden)
- 2007: Jane Austen’s Northanger Abbey (Fernsehfilm)
- 2007: Meadowlands – Stadt der Angst (Cape Wrath, Fernsehserie, 8 Episoden)
- 2008: Wiedersehen mit Brideshead (Brideshead Revisited)
- 2008: Doctor Who (Fernsehserie, Episode 4x07)
- 2008: Flashbacks of a Fool
- 2009: The Diary of Anne Frank (Miniserie, 5 Episoden)
- 2009: Chéri – Eine Komödie der Eitelkeiten (Chéri)
- 2010: Cemetery Junction
- 2010: SoulBoy
- 2010: The Tempest – Der Sturm (The Tempest)
- 2011: Like Crazy
- 2011: Powder Girl (Chalet Girl)
- 2011: Die Verschwörung – Verrat auf höchster Ebene (Page Eight, Fernsehfilm)
- 2011: Albatross
- 2011: In guten Händen (Hysteria)
- 2012: Cheerful Weather for the Wedding
- 2013: Breathe in – Eine unmögliche Liebe (Breathe In)
- 2013: Emily (Kurzfilm)
- 2013: The Invisible Woman
- 2014: Girls (Fernsehserie, Episode 3x10)
- 2014: Die Verschwörung – Gnadenlose Jagd (Salting the Battlefield, Fernsehfilm)
- 2014: The Amazing Spider-Man 2: Rise of Electro (The Amazing Spider-Man 2)
- 2014: Die Entdeckung der Unendlichkeit (The Theory of Everything)
- 2015: True Story – Spiel um Macht (True Story)
- 2016: Collide
- 2016: Sieben Minuten nach Mitternacht (A Monster Calls)
- 2016: Inferno
- 2016: Rogue One: A Star Wars Story
- 2017: Star Wars: Die Mächte des Schicksals (Star Wars: Forces of Destiny, Fernsehserie, 2 Episoden, Stimme von Jyn Erso)
- 2018: Die Berufung – Ihr Kampf für Gerechtigkeit (On the Basis of Sex)
- 2018: Leading Lady Parts (Fernsehkurzfilm)
- 2019: The Aeronauts
- 2020: Dragon Rider (Stimme von Sorrell)
- 2020: The Midnight Sky
- 2021: Eine Handvoll Worte (The Last Letter from Your Lover)
- 2023: Dead Shot
- 2024: Der Brutalist (The Brutalist)
- 2025: Train Dreams

## Auszeichnungen
Oscar
- 2015: Nominierung als beste Hauptdarstellerin für Die Entdeckung der Unendlichkeit
- 2025: Nominierung als beste Nebendarstellerin für Der Brutalist

Golden Globe Award
- 2015: Nominierung als beste Hauptdarstellerin – Drama für Die Entdeckung der Unendlichkeit
- 2025: Nominierung als beste Nebendarstellerin für Der Brutalist

British Academy Film Award
- 2015: Nominierung als beste Hauptdarstellerin für Die Entdeckung der Unendlichkeit
- 2025: Nominierung als beste Nebendarstellerin für Der Brutalist

British Independent Film Award
- 2011: Nominierung als beste Nebendarstellerin für Albatross
- 2013: Nominierung als beste Hauptdarstellerin für The Invisible Woman

Screen Actors Guild Award
- 2015: Nominierung als beste Hauptdarstellerin für Die Entdeckung der Unendlichkeit
- 2015: Nominierung für das beste Schauspielensemble (gemeinsam mit Eddie Redmayne, Emily Watson, Charlie Cox, Simon McBurney, David Thewlis) für Die Entdeckung der Unendlichkeit

Satellite Award
- 2014: Nominierung als beste Hauptdarstellerin für Die Entdeckung der Unendlichkeit

Saturn Award
- 2017: Nominierung als beste Hauptdarstellerin für Rogue One: A Star Wars Story

Empire Award
- 2012: Beste Neuentdeckung (Ehrenpreis)
- 2015: Nominierung als beste Hauptdarstellerin für Die Entdeckung der Unendlichkeit
- 2017: Beste Darstellerin für Rogue One: A Star Wars Story

Gotham Award
- 2011: Beste Nachwuchsdarstellerin für Like Crazy

Teen Choice Award
- 2015: Nominierung als beste Schauspielerin – Drama für True Story – Spiel um Macht und Die Entdeckung der Unendlichkeit
- 2017: Nominierung als beste Schauspielerin – Science Fiction für Rogue One: A Star Wars Story

MTV Movie & TV Award
- 2017: Nominierung als beste Heldin für Rogue One: A Star Wars Story

Nickelodeon Kids’ Choice Awards
- 2017: Nominierung als beste Filmschauspielerin für Rogue One: A Star Wars Story
- 2017: Nominierung für den Lieblings-Verklopper für Rogue One: A Star Wars Story
- 2017: Nominierung für den Lieblings-Filmcast für Rogue One: A Star Wars Story